# Oldbury-on-Severn
Oldbury-on-Severn lub Oldbury-upon-Severn – wieś i civil parish w Anglii, w hrabstwie ceremonialnym Gloucestershire, w dystrykcie (unitary authority) South Gloucestershire. Leży 21 km na północ od miasta Bristol i 170 km na zachód od Londynu. W 2011 roku civil parish liczyła 780 mieszkańców.